# فليش برابانكون فيمينين 2021
فليش برابانكون فيمينين 2021 (بالفرنسية: Flèche brabançonne féminine 2021)‏ هو سباق دراجات هوائية، وهو الموسم رقم 4 من فليش برابانكون فيمينين، وأقيم في 14 أبريل 2021، وامتدّ لمسافة 127.56 كيلومتر، وهو أحد سباقات سباق الدراجات على الطريق للسيدات 2021، وشارك فيه 131 متسابقاً ووصل إلى نهايته 103 متسابقاً.
فاز بالمركز الأول روث ويندر، وبالمركز الثاني ديمي فوليرينغ، وبالمركز الثالث إليسا بالسامو.

## الفرق
| فرق سيدات عالمية (8)- Liv AlUla Jayco ‏ - كانيون إس آر إيه إم راسينغ 2021 ‏ - فريق سنويب للسيدات 2021 ‏ - FDJ–Suez ‏ - ليف ريسينغ 2021 ‏ - موفيستار للسيدات 2021 ‏ - إس دي وركس 2021 ‏ - Lidl–Trek (women's team) ‏ فرق دراجات قارية سيدات (14)- أيه آر مونكس برو سيكلينج للسيدات 2021 ‏ - Aromitalia–Basso Bikes–Vaiano ‏ - بنجوال شوفالمير 2021 ‏ - كووب-هايتك برودكتس 2021 ‏ - دولتشيني فان إيك بروكسيموس 2021 ‏ - دروبز-لي كول 2021 ‏ - لوتو سودال للسيدات 2021 ‏ - ماسي تكتيك 2021 ‏ - مولتم أكاونتس 2021 ‏ - إن إكس تي جي ريسينغ 2021 ‏ - باركهوتل فالكنبورغ 2021 ‏ - روبل كليننينج-شامبين 2021 ‏ - EF Education–Tibco–SVB ‏ - فالكار سيلانس 2021 ‏ فريق وطني- فريق بلجيكا لركوب الدراجات للسيدات 2021 ‏ |  |
| |  |

## التصنيف العام النهائي
| التصنيف العام         | التصنيف العام         | التصنيف العام    | التصنيف العام             | التصنيف العام |
| العداء                | العداء                | البلد            | الفريق                    | الوقت         |
| --------------------- | --------------------- | ---------------- | ------------------------- | ------------- |
| 1                     | روث ويندر             | الولايات المتحدة | Lidl–Trek (women's team) ‏ | 3 س 20 د 00 ث |
| 2                     | ديمي فوليرينغ         | هولندا           | إس دي وركس ‏               | + 0 ث         |
| 3                     | إليسا بالسامو         | إيطاليا          | فالكار سيلانس ‏            | + 0 ث         |
| 4                     | ليا توماس             | الولايات المتحدة | موفيستار للسيدات ‏         | + 0 ث         |
| 5                     | Joss Lowden ‏          | المملكة المتحدة  | دروبز ‏                    | + 0 ث         |
| 6                     | جولييت لابوس          | فرنسا            | فريق سنويب للسيدات ‏       | + 6 ث         |
| 7                     | آشلي مولمان           | جنوب أفريقيا     | إس دي وركس ‏               | + 57 ث        |
| 8                     | إميليا فهلين          | السويد           | FDJ–Suez ‏                 | + 57 ث        |
| 9                     | لوسيندا براند         | هولندا           | Lidl–Trek (women's team) ‏ | + 57 ث        |
| 10                    | Pauliena Rooijakkers ‏ | هولندا           | ليف ريسينغ ‏               | + 57 ث        |
| مصدر: ProCyclingStats |                       |                  |                           |               |

## وصلات خارجية
- الموقع الرسمي
- لمحة عن سباق فليش برابانكون فيمينين 2021 على موقع  ProCyclingStats   (برو  سايكلنج  ستاتس) - إحصاءات  محترفي  الدراجات.
- فليش برابانكون فيمينين 2021 على موقع إحصائيات الدراجات الإحترافية (الإنجليزية)